# Odeon (casa discografica)
La Odeon è stata una casa discografica tedesca dal 1904 al 1967. In Italia è stata attiva dal 1922.

## Storia
Fondata da Max Strauss e Heinrich Zunz agli inizi del Novecento a Berlino, prese il nome dal famoso Teatro dell'Odeon di Parigi, la cui caratteristica arcata era raffigurata sull'etichetta.
In seguito venne acquistata da Carl Lindström, seguendo le vicende dell'altra sua etichetta, la Parlophone: nel 1927 l'etichetta passò sotto il controllo della Columbia, che nel 1931, fondendosi con la His Master's Voice, diede vita alla Electric & Musical Industries Ltd. (EMI).
La Odeon fu registrata - come marchio e come azienda - in diversi Paesi del mondo, con indipendenza imprenditoriale dalla casa madre e perciò destini diversi.

### Odeon Italia
In Italia la Odeon ebbe una storia particolare. Fondata come vera e propria azienda (anche se dipendente dalla Columbia, poi dalla VCM e infine dalla EMI Italiana) si legò sin dall'inizio, nel 1922, attraverso un accordo di collaborazione stipulato nello stesso anno, alla SAIF - Società Anonima Italiana di Fonotipia, una casa discografica fondata a Milano nel 1904 e che distribuiva in Italia i dischi della His Master's Voice.
Per qualche anno le etichette dei dischi riportarono entrambi i marchi ("Società Anonima Italiana di Fonotipia - disco Odeon"; un esempio ne è il 78 giri del 1922 La ronda degli spettri/L'espresso, catalogo: A 81838/9). Successivamente, al di là delle diverse ristampe di prodotti SAIF sotto il logo Odeon, che hanno creato non poca confusione nei tentativi di catalogazione, la SAIF rallentò sia la propria partecipazione nella società, che la propria attività, pubblicando il suo ultimo catalogo nel 1925. Da quell'anno la sua presenza iniziò a sfumare, e le etichette divennero centralizzate sul nome della Odeon, con una menzione - ancora per alcuni anni e non per tutti i dischi - alla "serie Fonotipia". La Odeon italiana proseguì da sola la propria avventura, mentre nel 1931 la SAIF e la SNG (Società Nazionale del Grammofono) - fondata a Milano nel 1912 - con la Marconiphone, azienda italiana specializzata nella produzione di apparecchi radiofonici, confluirono nella VCM (acronimo dei tre marchi Voce del Padrone, Columbia, Marconiphone); tale denominazione sarebbe rimasta tale fino al 1967, anno in cui sarà cambiata in EMI Italiana S.p.A..
In quel momento la Odeon, trovandosi senza distribuzione e non appoggiandosi alla VCM, si affidò dapprima alla Carisch, fondata come casa discografica da Alberto Carisch nel 1949 ma già editrice di spartiti musicali dal 1887, con un accordo più o meno duraturo anche nel secondo dopoguerra (ve ne è un riferimento nel 33 giri Sanremo 1956).
Tra gli artisti italiani che incisero per la Odeon: Vettese Guerino, Luciano Tajoli, Renato Rascel, Emilio Pericoli, Fernanda Furlani, Luciano Virgili, Jula de Palma, Enzo Ceragioli, Corrado Lojacono, Carlastella, Mario Bertolazzi e Silvana Aliotta.

#### L'acquisizione da parte della EMI Italiana e il marchio "Odeon"
Nel 1967 cessò l'accordo con la Carisch, e la Odeon venne definitivamente acquisita dalla nascente EMI Italiana, fondata nel gennaio di quello stesso anno. La multinazionale già utilizzava dal 1931, per la produzione e la distribuzione dei dischi del proprio catalogo, le aziende La voce del padrone, Columbia e Marconiphone, e nell'ottica del proprio stanziamento in Italia, internalizzò le attività lasciando gli uffici di Piazza Cavour 1 a Milano per creare un nuovo polo produttivo con sede a Caronno Pertusella nel varesotto, che amalgamasse tutta la produzione.
Con tale passaggio, in una strategia di razionalizzazione, tutti i beni, come pure il personale, passarono alla EMI, e la Odeon cessò di esistere come casa discografica e azienda a sé stante, trasformandosi in un semplice marchio. Il nome Odeon, salvo uscite sporadiche, venne utilizzato in maniera più rara, soprattutto per le ristampe dei dischi, identificabili dalla -e finale finché, nel 1969, la catalogazione venne unificata e standardizzata sotto il marchio EMI. A quel punto Odeon rimase, sul mercato italiano, un mero logo, utilizzato, oltre che per le ristampe, principalmente per raccolte con materiali retrospettivi. Dagli anni settanta, il nome venne saltuariamente rispolverato sia in 33 che - soprattutto - in 45 giri, per vinili a uso delle discoteche (un esempio è la Disc Jockey Series, che include un'incisione dei Kero nel 1974), per artisti emergenti o gruppi di rock progressivo come i Nemo (progetto satellitare del tastierista dei Nomadi Beppe Carletti) che incisero il singolo 20.000 leghe, fino ad arrivare, sul finire degli anni ottanta, a dischi come Faccia da pirla di Charlie. Per il mercato estero, invece, il marchio Odeon (non più quello italiano, però) fu utilizzato dalla EMI - limitatamente agli anni settanta - per titoli di artisti italiani quali Mina (vedi Mina canta en Español, edito in Spagna nel 1975 dalla EMI-Odeon S.A.).
Si segnala inoltre un disco del 1976 di musica folk dell'ex Dahomey uscito nella serie Musical Atlas e pubblicato in sinergia con la Unesco Collection, casa discografica dell'UNESCO.

## Dischi
La datazione qui riportata si basa sull'etichetta del disco o sulla copertina; qualora nessuno di questi elementi abbia una datazione, è basata sulla numerazione del catalogo; talora è, infine, basata sul codice della matrice di stampa. Se esistenti, sono riportati, oltre all'anno, il mese e il giorno (quest'ultimo dato si trova, a volte, stampato sul vinile).

### Singoli a 78 giri

#### Serie A
| Numero di catalogo | Anno | Interprete | Titoli                                 |
| ------------------ | ---- | ---------- | -------------------------------------- |
| 2054 A             | 1930 | Enzo Fusco | Soldato ignoto/La leggenda del Piave   |
| 2066 A             | 1930 | Enzo Fusco | 'O paese d' 'o sole/Lacreme napulitane |
| 2071 A             | 1930 | Enzo Fusco | Santa Lucia luntana/Core forestiero    |
| 2099 A             | 1930 | Enzo Fusco | Giovinezza/Il condottiero              |
| 2110 A             | 1931 | Enzo Fusco | O sole mio!/Maria Marì                 |
| 2126 A             | 1931 | Enzo Fusco | Sona chitarra/Fenesta che lucive       |
| 2145 A             | 1931 | Enzo Fusco | Tornan le sernate/Torna a Surriento    |
| 2147 A             | 1931 | Enzo Fusco | Mare chiare/Core 'ngrato               |
| 2166 A             | 1931 | Enzo Fusco | Lucciole vagabonde/Miniera             |

#### Serie O
| Numero di catalogo | Anno | Interprete                                      | Titoli                                                                   |
| ------------------ | ---- | ----------------------------------------------- | ------------------------------------------------------------------------ |
| O 7988             | 1929 | Gino Franzi                                     | Marcetta grigio verde/L'amore coi piedi                                  |
| O 10049            | 1927 | Gilda Mignonette                                | Tarantella d' 'e canzone/Meza sì e meza no                               |
| O 10050            | 1927 | Gilda Mignonette                                | Ciardiniero e ciardiniera/'a canzone mia                                 |
| O 10051            | 1927 | Gilda Mignonette                                | 'o volo 'e De Pinedo/E l'emigrante chiagne                               |
| O 10152            | 1928 | Crivel                                          | Elisabette/Venite con me                                                 |
| O 10164            | 1928 | Crivel                                          | Lo studente passa/È vietato                                              |
| O 10168            | 1928 | Fernando Orlandis                               | Ferriera/Valzer di Nanù                                                  |
| O 10199            | 1928 | Horacio Pettorossi e la sua Orchestra Argentina | Come una sigaretta/Juventus                                              |
| O 10775            | 1929 | Orchestra Tipica Viennese                       | Valzer di mezzanotte/Plenilunio sul Colorado (Moonlight on the Colorado) |
| O 10820            | 1930 | Mario Latilla                                   | Tango del vento/Campane                                                  |
| O 10827            | 1930 | Mario Latilla                                   | Cielo d'Hawai/John                                                       |
| O 12052            | 1932 | Mario Latilla                                   | Rondine/Mammola                                                          |
| O 12064            | 1932 | Mario Latilla                                   | Rotaie/Valzer del sole                                                   |

#### Serie GO
| Numero di catalogo             | Anno          | Interprete                                                                      | Titoli                                                                            |
| ------------------------------ | ------------- | ------------------------------------------------------------------------------- | --------------------------------------------------------------------------------- |
| GO 12239                       | 1935          | Orchestra Gallo                                                                 | Ciribiribin/Mazurka variata                                                       |
| GO 12327                       | 1935          | Guerino e la sua orchestra                                                      | Frivolette/Carditella                                                             |
| GO 12341                       | 1935          | Aldo Masseglia                                                                  | Faccetta nera/Ti saluto e vado in Abissinia                                       |
| GO 12610                       | 1936          | Gallo e la sua celebre Orchestrina                                              | Sul Tacazè/Evviva gli sposi                                                       |
| GO 12629                       | 1936          | Gallo e la sua Tipica Orchestrina                                               | Adriana/Balbina                                                                   |
| GO 12656                       | 1936          | Aldo Masseglia                                                                  | Mirella/Valzer vagabondo                                                          |
| GO 12664                       | 1936          | Orchestra Italiana Fortis diretta dal m° Kramer                                 | Anna/Buonasera Jazz                                                               |
| GO 12862                       | 1936          | Meme Bianchi con Orchestra dir. dal M.o Mariotti                                | San Francisco/E tu?                                                               |
| GO 17257                       | 1937          | Turma                                                                           | Mamma sconosciuta/Cantante bruno                                                  |
| GO 17516 (ristampa di O 10820) | 1937          | Mario Latilla                                                                   | Tango del vento/Campane                                                           |
| GO 17792                       | 1938          | Orchestra Ferruzzi                                                              | Serenata Araba/Notte Algerina ("Al Caffè Moro")                                   |
| GO 17867                       | N.D.          | Orchestra Mariotti                                                              | Les bayaderes/Andalusa (danza spagnola n.5)                                       |
| GO 19007                       | N.D.          | Gallo e la sua Tipica Orchestrina                                               | Verginia/Gigetto                                                                  |
| GO 19052                       | 1938          | Romolo Balzani e la sig.na Pasnè                                                | Stornelli della vita mia - parte 1/parte 2                                        |
| GO 19162                       | N.D.          | Harry Roy e i suoi Tiger-Ragamuffins                                            | Harlem/Roy club                                                                   |
| GO 19203                       | N.D.          | Gallo e la sua Tipica Orchestrina                                               | Vieni con me/Lionello                                                             |
| GO 19206                       | 1938          | Concerto Casanova                                                               | Primo Frutto                                                                      |
| GO 19209                       | 1938          | Concerto Casanova                                                               | Spinite                                                                           |
| GO 19210                       | 1938          | Concerto Casanova                                                               | Rondinella di Cantoni                                                             |
| GO 19378                       | 1938          | Orchestrina Tienno Pattacini                                                    | Piccola Fonte Blu/Fox di Primavera                                                |
| GO 19384                       | 1938          | Enzo Romagnoli                                                                  | 'Na sera 'e maggio/L'ammore quanno è ammore                                       |
| GO 19333                       | 1939          | Aldo Visconti                                                                   | Piccola Butterfly/Non sembri più tu                                               |
| GO 19384                       | 1939          | orchestrina Tienno Pattacini                                                    | Piccola Fonte Blu/Fox di Primavera                                                |
| GO 19385                       | 1939          | orchestrina Tienno Pattacini                                                    | Valzer di Gigella/Pippo                                                           |
| GO 19386                       | 1940          | Tienno Pattacini e la sua orchestra                                             | Clarino Brillo/Un Bacio a Iller                                                   |
| GO 19387                       | 1940          | Tienno Pattacini e la sua orchestra                                             | Ciclone/Loretta                                                                   |
| GO 19693                       | 1940          | Nino Amorevoli                                                                  | Campane del villaggio/Bella bionda (canzone balneare)                             |
| GO 19732                       | 1940          | Dante Feldmann                                                                  | Quand sona i campan/Madonina                                                      |
| GO 19799                       | 1940          | Nino Amorevoli                                                                  | Maria La O/E tu                                                                   |
| GO 19812                       | 1940          | Nino Amorevoli                                                                  | Vorrei Volare...!/Stasera No                                                      |
| GO 19825                       | 1940          | Tienno Pattacini e la sua orchestra                                             | Bersagliera/Armonioso                                                             |
| GO 19827                       | 1940          | Tienno Pattacini e la sua orchestra                                             | Arlecchino/Canto per Te Amore                                                     |
| GO 19828                       | 1940          | Tienno Pattacini e la sua orchestra                                             | Chitarra Appassionata / Sotto la Luna (canta Nino Amorevoli)                      |
| GO 19839                       | Gennaio 1940  | Carla Stella                                                                    | Piccolo capitano/Ma come fu?                                                      |
| GO 19854                       | Gennaio 1940  | Carla Stella                                                                    | Passa la diligenza/Cara Carolina                                                  |
| GO 19871                       | 1940          | Carlastella                                                                     | Appuntamento con la luna/Ti vedo (e non ti vedo)                                  |
| GO 19872                       | 1940          | Carlastella                                                                     | Quando il gallo canterà/Dichiarazione d'amore                                     |
| GO 19943                       | 1940          | Gallo e la sua tipica orchestrina                                               | Furbettina/Giro di Lombardia                                                      |
| GO 19953                       | 1940          | Tienno Pattacini e la sua orchestra                                             | Zampognaro/Sole                                                                   |
| GO 19975                       | 1940          | Carlastella                                                                     | Ti chiamo amore/Le parole del mio amore                                           |
| GO 19825                       | 1940          | Tienno Pattacini e la sua orchestra                                             | La Bersagliera/Armonioso                                                          |
| GO 19955                       | 1940          | Tienno Pattacini e la sua orchestra                                             | Viva Nicola (Nicola Bernardo e i clienti dell'osteria)/Reginella (Renato Benelli) |
| GO 19956                       | 1940          | Tienno Pattacini e la sua orchestra                                             | Tramonto Triste/Bigi                                                              |
| GO 19976                       | 1940          | Carlastella                                                                     | Tu sei la musica/Mamma mammina                                                    |
| GO 19994                       | 1940          | Luciano Tajoli (lato B con Carlastella)                                         | Verrà/Ultima rondinella                                                           |
| GO 19995                       | 1940          | Luciano Tajoli (sul lato A)/Trio Vocale Passatore (sul lato B)                  | Una zingara m'ha detto/Piano piano piano                                          |
| GO 20001                       | 1940          | Carlastella                                                                     | Quando nasce il primo amore/Sogno...sogno...(e non ti sogno)                      |
| GO 20026                       | 1940          | Carlastella                                                                     | Musica maestro, prego/Cosa sei per me?                                            |
| GO 20047                       | 1940          | Carlastella                                                                     | Aprile senza sole/Topolino                                                        |
| GO 20113                       | 1940          | Tienno Pattacini e la sua orchestra                                             | La Bella Montanara/E Fai la Rota!...                                              |
| GO 20125                       | 1940          | Tienno Pattacini e la sua orchestra                                             | Amore in Tandem/Bimba sei senza Cuore                                             |
| GO 20128                       | 1940          | Tienno Pattacini e la sua orchestra                                             | Viva la Vita/Scabroso (Fisarmonica Renato Benelli )                               |
| GO 20136                       | 1940          | Luciano Tajoli (lato B con Carlastella)                                         | La bambola rosa/Voce di strada                                                    |
| GO 20153                       | 1940          | Carlastella                                                                     | Daina/Sogno ad occhi aperti                                                       |
| GO 20154                       | 1940          | Carlastella                                                                     | Polvere di stelle/Ti vorrei dimenticar                                            |
| GO 20186                       | 1940          | Erminio Macario, Wanda Osiris e Carlo Rizzo (lato A) - Erminio Macario (Lato B) | Camminando sotto la pioggia/Sempre Pierrot                                        |
| GO 20210                       | 1941          | Nino Amorevoli                                                                  | Languido tango/C'è un'orchestra sincopata                                         |
| GO 20285                       | 1941          | Tienno Pattacini e la sua orchestra                                             | Nilo/Suona la Sirena                                                              |
| GO 20288                       | 1941          | Tienno Pattacini e la sua orchestra                                             | Concita/Al Tramontar del Sole                                                     |
| GO 20289                       | 1941          | Tienno Pattacini e la sua orchestra                                             | Meneghina                                                                         |
| GO 20306                       | 1941          | Tienno Pattacini e la sua orchestra                                             | Canta Sirena/Paesaggio                                                            |
| GO 20365                       | 1941          | Luciano Tajoli (lato A) - Aldo Visconti e l'orchestra Ceragioli (Lato B)        | Serenata a chi mi pare/Addio Juna                                                 |
| GO 20399                       | 1941          | Meme Bianchi e Renzo Mori                                                       | Sul carrozzino di mio nonno Serafino/Valzer del buonumore                         |
| GO 20430                       | Novembre 1941 | Canapino                                                                        | Amabile Anna/Si, voglio vivere ancora                                             |
| GO 20444                       | 1941          | Tienno Pattacini e la sua orchestra                                             | Giocoliere Barimar fisarmonica /Il Nonno Innamorato                               |
| GO 20460                       | 1941          | Canapino e il Quintetto del Delirio                                             | Ritmando in sol/Forse, ma, chissà, però                                           |
| GO 20526                       | 1941          | Luciano Tajoli con il Trio Vocale Passatore                                     | Campagnola fiorentina/Lungo il margine del fiume                                  |
| GO 20532                       | 1941          | Till Cappellaro                                                                 | Turbamento/Notturno                                                               |
| GO 20555                       | 1941          | Gallo e la sua Tipica Orchestrina                                               | Sulle vie del cielo/Addio giovinezza                                              |

#### Serie TW
| Numero di catalogo | Anno                              | Interprete | Titoli                                                        |
| ------------------ | --------------------------------- | --- | ------------------------------------------------------------- |
| TW 3005            |                                   | Orchestrina "Bijou" | Il valzer di Mimile/L'allegro fischiatore                     |
| TW 3017            | 1945                              | Francisco Canaro | Madrecita de Pompeya/Quien mas quien menos                    |
| TW 3028            | Il lato A riporta 16 luglio 1943  | Luciano Tajoli | Buongiorno madonna primavera/Rosamorena                       |
| TW 3029            | 13 febbraio 1943 - 17 giugno 1943 | Luciano Tajoli con l'Orchestra Ceragioli                                                                                       | Signorina della 1.a B/Accanto al fuoco                        |
| TW 3033            | 1945                              | Luciano Tajoli | Serenata delle serenate/Casa chiusa                           |
| TW 3041            | 1943                              | I Maestri del Ritmo | Domenica allegra/Passo di volpe                               |
| TW 3064            | 1945                              | Luciano Tajoli | Raggio di sole/Mamma Rosa                                     |
| TW 3066            | 1945                              | Luciano Tajoli | Poter tornar bambini/Ho tanta voglia di cantare               |
| TW 3070            | 1945                              | Luciano Tajoli con l'Orchestra Ceragioli                                                                                       | Serenatella a mamma/Quando canti tu                           |
| TW 3076            | 1945                              | Quintetto Mojoli, canta Carlastella                                                                                            | In cerca di te (perduto amor)                                 |
| TW 3090            | 1945                              | Emilio Renzi con l'Orchestra Ceragioli                                                                                         | O sole mio/Maria Marì                                         |
| TW 3091            | 1945                              | Emilio Renzi con l'Orchestra Ceragioli                                                                                         | Rondine al nido/Mattinata                                     |
| TW 3092            | 1945                              | Luciano Tajoli con l'Orchestra Ceragioli                                                                                       | Dove andiamo signora?/Lola Liolà                              |
| TW 3101            | 1945                              | Quintetto Mojoli, canta Carlastella                                                                                            | Verso le stelle/Besame mucho                                  |
| TW 3102            | 31 luglio 1945                    | Corrado Lojacono e Carlastella (sul lato A)/Carlastella (sul lato B)                                                           | Il treno della neve/Serenata a Vallechiara                    |
| TW 3103            | 1º agosto 1945                    | Quintetto Mojoli, canta Corrado Lojacono                                                                                       | Amore, amore, amor/T'amo                                      |
| TW 3127            |                                   | Orchestra Ceragioli con ritornelli cantati da Lojacono e Carlastella                                                           | Tornerai/Jalousie                                             |
| TW 3139            | 18 gennaio 1946                   | Corrado Lojacono | Io t'ho incontrata a Napoli/Il giorno dopo                    |
| TW 3149            | 1946                              | Bruno Bedogni con l'orchestrina Tienno Pattacini                                                                               | Mugge la bufera/Triste ritorno                                |
| TW 3150            | 1946                              | Bruno Bedogni con l'orchestrina Tienno Pattacini                                                                               | Quando splendono le stelle/Che cos'è                          |
| TW 3151            | 1946                              | Bruno Bedogni con l'orchestrina Tienno Pattacini                                                                               | Ho perso qualche cosa/Serenata dei sogni                      |
| TW 3152            | 1946                              | Bruno Bedogni con l'orchestrina Tienno Pattacini                                                                               | Piccoli profughi/Te quiero                                    |
| TW 3153            | 1946                              | (Lato A) Canta il Duo Bruno Bedogni - Vasco Fontanili con l'orchestrina Tienno Pattacini (Lato B) Orchestrina Tienno Pattacini | Chitarra nella notte/Sospiro spagnolo                         |
| TW 3154            | 1946                              | (Lato A) Orchestrina Tienno Pattacini (Lato B) Bruno Bedogni con l'orchestrina Tienno Pattacini                                | Romagnolo/Ay muchacho                                         |
| TW 3155            | 1946                              | Orchestrina Tienno Pattacini                                                                                                   | Alone/Fiorella                                                |
| TW 3157            | 1946                              | Orchestra Dajos Béla | Blu Danubio/Sangue Viennese                                   |
| TW 3167            |                                   | Orchestra Ceragioli con ritornelli cantati da Lojacono e Carlastella                                                           | Sinfonia d'amore/Je suis soeul ce soir                        |
| TW 3168            |                                   | Quintetto Mojoli con ritornelli cantati da Lojacono e Carlastella                                                              | Che pigro/L'uccellin volò volò                                |
| TW 3169            | 1946                              | Corrado Lojacono (sul lato A)/Pippo Starnazza (sul lato B)                                                                     | Buona notte amore mio/Nel vecchio castello                    |
| TW 3206            |                                   | Carlastella con l'orchestra Piubeni                                                                                            | Il mio nome è donna/Minnie di Trinidad                        |
| TW 3207            |                                   | Orchestra Ceragioli con ritornelli cantati da Lojacono e Carlastella                                                           | Brazil/Laura                                                  |
| TW 3208            |                                   | Quintetto Mojoli con ritornelli cantati da Lojacono e Carlastella                                                              | Shoe-shine/Cuor di donna                                      |
| TW 3212            |                                   | Quintetto Principe | Perfidia/I'm beginning to see the light                       |
| TW 3226            |                                   | (Lato A) Bruno Bedogni con l'orchestrina Tienno Pattacini (Lato B) Orchestrina Tienno Pattacini                                | Senorita mia/Montanaro                                        |
| TW 3227            |                                   | Orchestrina Tienno Pattacini                                                                                                   | Ardita/Il Passerotto                                          |
| TW 3228            |                                   | (Lato A) Bruno Bedogni con l'orchestrina Tienno Pattacini (Lato B) Enzo Fadani con l'orchestrina Tienno Pattacini              | Va la Carovana/Taci!                                          |
| TW 3229            |                                   | (Lato A) Bruno Bedogni con l'orchestrina Tienno Pattacini (Lato B) Enzo Fadani con l'orchestrina Tienno Pattacini              | Spagnola mia/Baciandoti le Mani                               |
| TW 3230            |                                   | Enzo Fadani con l'orchestrina Tienno Pattacini                                                                                 | Signorina dell'ufficio/Malinconica notte                      |
| TW 3233            | 26 e 28 giugno 1946               | Carlastella con l'orchestra Piubeni (sul lato A)/Corrado Lojacono (sul lato B)                                                 | Sempre nel mio cuore/In un piccolo giardino                   |
| TW 3236            |                                   | Quintetto Mojoli con ritornelli cantati da Lojacono e Carlastella                                                              | Tchiou-Tchiou/Ombrellaio                                      |
| TW 3244            |                                   | Quintetto Mojoli con ritornelli cantati da Lojacono e Carlastella                                                              | Conosci mia cugina?/Basta un po' di swing                     |
| TW 3265            | 1946                              | Alberto Amato | Via Nova/Doie parole!...                                      |
| TW 3272            |                                   | Orchestra Ceragioli con ritornelli cantati da Lojacono e Carlastella                                                           | Dove sta Zazà?/Io canto                                       |
| TW 3273            |                                   | Orchestra Ceragioli con ritornelli cantati da Lojacono e Carlastella                                                           | I should care/Frenesia                                        |
| TW 3274            |                                   | Orchestra Ceragioli con ritornelli cantati da Lojacono e Carlastella                                                           | You belong to my heart/Dolce canzone                          |
| TW 3275            |                                   | Orchestra Ceragioli con ritornelli cantati da Lojacono e Carlastella                                                           | Flamingo/Desiderio di musica                                  |
| TW 3276            |                                   | Quintetto Mojoli con ritornelli cantati da Lojacono e Carlastella                                                              | Caro sole/Sotto gli occhi della luna                          |
| TW 3277            |                                   | Quintetto Mojoli con ritornelli cantati da Lojacono e Carlastella                                                              | Lagrime di pioggia/non so                                     |
| TW 3278            | 1946                              | Corrado Lojacono con orchestra Piubeni                                                                                         | Jo te quiero/T'attendo sul mio cuore                          |
| TW 3279            | 1946                              | Corrado Lojacono con orchestra Piubeni                                                                                         | Candlelight Waltz (a lume di candela)/Tristezza del lunedì    |
| TW 3281            |                                   | Orchestra Mojoli | Sempre nel mio cuor/The bells of S.Mary's                     |
| TW 3283            |                                   | Corrado Lojacono con orchestra Piubeni                                                                                         | La barchetta in mezzo al mar/Bruna tarantina                  |
| TW 3285            |                                   | Quintetto Principe con ritornelli cantati da Lojacono e Nosek                                                                  | Brazil/Delirio atomico                                        |
| TW 3286            |                                   | Quintetto Principe con ritornelli cantati da Lojacono e Nosek                                                                  | San Fernando Walley/Boogie Woogie Stop                        |
| TW 3288            |                                   | Quintetto Principe con ritornelli cantati da Lojacono e Nosek                                                                  | I should care/Bazar                                           |
| TW 3289            |                                   | Quintetto Principe con ritornelli cantati da Lojacono e Nosek                                                                  | It's Love, Love, Love!/Stompin' At the Savoy                  |
| TW 3291            |                                   | Quintetto Principe con ritornelli cantati da Lojacono e Nosek                                                                  | Bambina sentimentale/Quando ti sogno                          |
| TW 3292            |                                   | Quintetto Principe con ritornelli cantati da Lojacono e Nosek                                                                  | Temptation/Dove il fiume va                                   |
| TW 3294            |                                   | Luciano Tajoli con l'orchestra Piubeni                                                                                         | Sotto il ciel di Lombardia/Lei e lui...sposi!                 |
| TW 3295            |                                   | Luciano Tajoli con l'orchestra Piubeni                                                                                         | Cuore napoletano/Maria Cristina                               |
| TW 3296            |                                   | Luciano Tajoli con l'orchestra Piubeni                                                                                         | Dietro il tempio del laghetto/Brazil                          |
| TW 3297            | 25 ottobre 1946 - 15 ottobre 1946 | Luciano Tajoli con l'orchestra Piubeni                                                                                         | Buonanotte angelo mio/Il valzer della borsa nera              |
| TW 3298            |                                   | Luciano Tajoli con l'orchestra Piubeni                                                                                         | Mai e poi mai/Brasilena                                       |
| TW 3299            |                                   | Luciano Tajoli con l'orchestra Piubeni                                                                                         | Dov'è/The-Gipsy                                               |
| TW 3300            | 1º ottobre 1946                   | Corrado Lojacono | By Your Side/The Bells Of St. Mary's                          |
| TW 3301            |                                   | Carlastella con l'orchestra Piubeni                                                                                            | Biraghin/Son tifoso (per il foot ball)                        |
| TW 3309            |                                   | Quintetto e orchestra Mojoli con ritornelli cantati da Carlastella, Lojacono e Bonfiglioli                                     | Nanna-o/Munasterio' è S.Chiara                                |
| TW 3312            | 1946                              | Luciano Tajoli | Canto... ma sottovoce/Canto per te... (sotto la luna)         |
| TW 3313            |                                   | Orchestrina Gallo | Tutta la vita/Il valzer dell'allegria                         |
| TW 3314            |                                   | (Lato A) Corrado Lojacono con l'orchestrina Gallo (Lato B) Carlastella con l'orchestrina Gallo                                 | Il valzer della borsanera/La bella di Cantù                   |
| TW 3317            |                                   | Orchestrina Gallo | L'oca ballerina/Fiori d'autunno                               |
| TW 3318            |                                   | Orchestrina Gallo | Mazurca dei fiori/Allegria campestre                          |
| TW 3320            |                                   | Orchestra Ceragioli ritornelli cantati da Carlastella, Lojacono e Bonfiglioli                                                  | Non ho più(la veste a fiori blu)/Dolce musica                 |
| TW 3321            |                                   | (Lato A) Orchestra Ceragioli ritornelli cantati da Carlastella, Lojacono e Bonfiglioli (Lato B) Orchestra Piubeni              | Non devi dirmi nulla/Ho trovato l'amore                       |
| TW 3323            |                                   | Orchestrina Gallo | Valzer della libertà/Patricia                                 |
| TW 3324            | 1946                              | Orchestrina Pattacini | Valzer della Botte/Cristallina                                |
| TW 3325            | 1946                              | Orchestrina Tienno Pattacini                                                                                                   | Battagliero/Mammola (fisarmonica Iller Pattacini "Hiller")    |
| TW 3326            | 1946                              | Bruno Bedogni con l'orchestrina Tienno Pattacini                                                                               | Canzone mia/Ti dirò perché                                    |
| TW 3327            | 1946                              | (Lato A) Bruno Bedogni con l'orchestrina Tienno Pattacini (Lato B) Orchestrina Tienno Pattacini                                | Suona Tzigano/Una campana della sera                          |
| TW 3331            |                                   | Quintetto e orchestra Mojoli con ritornelli cantati da Carlastella, Lojacono e Bonfiglioli                                     | Strano swing/Lascia nevicare                                  |
| TW 3332            |                                   | Quintetto e orchestra Mojoli con ritornelli cantati da Carlastella, Lojacono e Bonfiglioli                                     | Armonie/Ricordi le banane?                                    |
| TW 3334            | 1947                              | Quintetto Mojoli, canta Corrado Lojacono                                                                                       | Piccola Liù/Come una Madonna                                  |
| TW 3338            | 28 febbraio 1947                  | Luciano Bonfiglioli (sul lato A)/Orchestra Mojoli (sul lato B)                                                                 | Mentre il tempo passa/Balalaika                               |
| TW 3339            |                                   | Quintetto e orchestra Mojoli con ritornelli cantati da Carlastella, Lojacono e Bonfiglioli                                     | Perfidia/Undecided                                            |
| TW 3340            |                                   | Orchestra Ceragioli ritornelli cantati da Carlastella, Lojacono e Bonfiglioli                                                  | It had to be you/Tutto ti attende                             |
| TW 3342            |                                   | Luciano Tajoli con l'orchestra Piubeni                                                                                         | Angelo biondo/Stornellata romana                              |
| TW 3343            |                                   | Luciano Tajoli con l'orchestra Piubeni                                                                                         | Perdonami/Ritorna tango d'amore                               |
| TW 3350            |                                   | Quintetto e orchestra Mojoli con ritornelli cantati da Carlastella, Lojacono e Bonfiglioli                                     | Una notte a Rio/Buona notte Brasil                            |
| TW 3351            |                                   | Corrado Lojacono con orchestra Piubeni                                                                                         | Na' vota ca' sci... Na ' vota ca' no...!/La rumba del cow-boy |
| TW 3352            |                                   | Orchestra Ceragioli ritornelli cantati da Carlastella, Lojacono e Bonfiglioli                                                  | Così com'è.../I Speak english                                 |
| TW 3358            | 1º febbraio 1947                  | Quintetto Mojoli, canta Corrado Lojacono (sul lato A)/Carlastella (sul lato B)                                                 | Lascia nevicare/Strano swing                                  |
| TW 3366            |                                   | Orchestra Ceragioli ritornelli cantati da Carlastella, Lojacono e Bonfiglioli                                                  | Non v'innamorate/Amado mio                                    |
| TW 3367            |                                   | Luciano Tajoli con l'orchestra Piubeni                                                                                         | Canta se la vuoi cantar (gira si la voi girà...) (p. 1 e 2)   |
| TW 3368            |                                   | Orchestrina Gallo | Eulalia Torricelli/Olga Maria                                 |
| TW 3374            | 1º marzo 1947                     | Luciano Bonfiglioli | Lettere d'amore/Serenata d'autunno                            |
| TW 3416            | 25 febbraio 1948                  | Nory Prati (sul lato A)/Luciano Bonfiglioli (sul lato B)                                                                       | Mam'selle (dal film 'Il filo del rasoio')/Ci-Bàba Ci-Bàba     |
| TW 3417            | 24 febbraio 1948                  | Tony Stella (sul lato A)/Franco Mojoli e la sua Orchestra Astoria (sul lato B)                                                 | La vie en rose/Musi neri                                      |
| TW 3472            | 1949                              | Carlastella (sul lato A)/Corrado Lojacono (sul lato B)                                                                         | Paquito Lindo/Laguna addormentata (Sleepy Lagoon)             |
| TW 3492            |                                   | Corrado Lojacono con orchestra Piubeni                                                                                         | Amarti con gli occhi/Voglio confessar                         |
| TW 3496            | 19 luglio 1949                    | Corrado Lojacono con orchestra Piubeni                                                                                         | La tua musica/La canzone del popolo                           |
| TW 3497            | 1949                              | Corrado Lojacono | Sul mio sentiero/Trieste mia                                  |
| TW 3500            | 1950                              | Orchestra Ceragioli | I Cadetti di Guascogna/La raspa                               |
| TW 3501            | 1950                              | Orchestra Ceragioli canta Corrado Lojacono                                                                                     | Tre fontane/Qui sotto il cielo di Capri                       |
| TW 3502            | 1950                              | Orchestra Ceragioli canta Corrado Lojacono                                                                                     | Bolero/Lei e lui                                              |
| TW 3504            | 1950                              | Orchestra Ceragioli canta Carlastella                                                                                          | Dolce Francia/Capanna al Canadà                               |
| TW 3507            | 1950                              | Orchestrina Gallo canta Corrado Lojacono                                                                                       | Che mele/Ho un pianoforte nel cuore                           |
| TW 3510            | 1950                              | Coro della S.A.T | Tanti ghe n'è/Preghiera a Sant'Antonio                        |
| TW 3511            | 1950                              | Coro della S.A.T | Se jo vés di maridami/Teresina, va ti vesti                   |
| TW 3515            | 5 dicembre 1949                   | Corrado Lojacono | Sempre/Piccola Anna                                           |
| TW 3517            | 1950                              | Orchestra Mojoli canta Corrado Lojacono                                                                                        | Manana/Un giorno all'avana                                    |
| TW 3518            | 1950                              | Orchestra Mojoli canta Corrado Lojacono                                                                                        | Samba del mandarino/Paracoccolo                               |
| TW 3519            | 1950                              | Corrado Lojacono con orchestra Piubeni                                                                                         | Amor gitano/Mi sto innamorando di te                          |
| TW 3520            | 1950                              | Orchestra Ceragioli | Harry Lime Theme/Valzer del Caffè Mozart                      |
| TW 3521            | 1950                              | Orchestra Mojoli | Nel paese del caffè/Tu partirai!                              |
| TW 3534            | 5 maggio 1950                     | Orchestra Tipica Ceragioli | Che bel fiulin/Non dico per sempre                            |
| TW 3545            | 26 maggio 1950                    | Bruno Martino e il suo Tipico assieme, canta Loris Velli                                                                       | Cheveux dans le vent/N'y pensez pas trop                      |
| TW 3560            | 1950                              | Yves Montand | Les feuilles mortes/Et la fete continue                       |
| TW 3594            | 1951                              | Bruno Martino | General da banda/La jardiniera                                |
| TW 3668            | 1952                              | Vera Valli | El negro zumbon/Cumana                                        |
| TW 4034            | 28 novembre 1952                  | Nino Naldi | Malinconia/Bambola bianca                                     |
| TW 4057            | 1953                              | Gorni Kramer | Toni me toca/Tic ti-Tic ta                                    |
| TW 4066            | 1953                              | Renato Rascel | La mia donna si chiana desiderio/Merci beacoup                |
| TW 4067            | 1953                              | Renato Rascel | Attanasio cavallo vanesio/Bentornato Shimmy                   |
| TW 4070            | 1953                              | Renato Rascel | Ninna nanna del cavallino/Joys of homme                       |
| TW 4075            | 1953                              | Renato Rascel | Ninna nanna der fiume de Roma/La samba di novant'anni fa      |
| TW 4076            | 25 aprile 1953                    | Renato Rascel | In un palco della Scala/Le roi de Chez Maxim                  |
| TW 4077            | 1953                              | Renato Rascel | Napoleone/La castagnetas                                      |
| TW 4078            | 1953                              | Renato Rascel | Gaucho appassionato/Il piccolo corazziere                     |
| TW 4087            | 23 aprile 1953                    | Orchestra Enzo Ceragioli | Charmaine/ Di sera a Venezia                                  |
| TW 4113            | 22 settembre 1953                 | Orchestra Enzo Ceragioli | Tenderly/ Russian Lullaby                                     |
| TW 4130            | 1953                              | Renato Rascel | Gaucho appassionato/La samba di novant'anni fa                |
| TW 4135            | 27 novembre 1953                  | Orchestra d'archi Enzo Ceragioli                                                                                               | Fascination/ Amor mi mosse                                    |
| TW 4194            | 1954                              | Emilio Pericoli | Trovarsi e perdersi/Tornerà                                   |
| TW 4200            | 1954                              | Lidia Martorana | Smarrimento/Domani lo saprò                                   |
| TW 4223            | 17 novembre 1954                  | Lidia Martorana | With You/Souvenir d'Italie                                    |
| TW 4227            | 1954                              | Lidia Martorana | Habanera/Mes mains                                            |
| TW 4235            | 1954                              | Vera Valli | Si, Chiquita (Dime Que Si)/Asi... Pregonta Mi Dolor           |
| TW 4243            | 1954                              | Lidia Martorana | Sabrina/Sci-bum                                               |
| TW 4251            | 1954                              | Emilio Pericoli | Formidable / Goodbye Jane                                     |
| TW 4252            | 1955                              | Lidia Martorana | Desiré/Smile                                                  |
| TW 4259            | 1955                              | Emilio Pericoli | L'ultimo spazzacamino/Ho un amico                             |
| TW 4261            | 1955                              | Lidia Martorana | Stringimi le mani/Non mi parlar d'amore                       |
| TW 4262            | 1955                              | Lidia Martorana | Timberjack/Questo amore è mio                                 |
| TW 4274            | 1955                              | Lidia Martorana | Hagi Baba/Mambo italiano                                      |
| TW 4280            | 1955                              | Lidia Martorana e Elio Lotti (sul lato A)/Lidia Martorana (sul lato B)                                                         | Indovina indovinello/Timberjack                               |
| TW 4286            | 1955                              | Lidia Martorana | Amo Parigi/La portoghese                                      |
| TW 4321            | 1955                              | Lidia Martorana | Parole e musica/Ho detto al sole                              |
| TW 4349            | 1955                              | Nunzio Gallo | Granada/Andalusia                                             |
| TW 4389            | 1957                              | Nunzio Gallo | Scapricciatiello/Serenatella scuè sciuè                       |
| TW 4398            | 1957                              | Nunzio Gallo | Corde della mia chitarra/Non ti ricordi più                   |
| TW 4402            | 1957                              | Emilio Pericoli | Viareggio tu/Chella llà!                                      |
| TW 4410            | 25 marzo 1957                     | Emilio Pericoli | Solo tu (Only you)/Donne e pistole                            |

#### Serie L
| Numero di catalogo | Anno                                                   | Interprete                                                           | Titoli                                                       |
| ------------------ | ------------------------------------------------------ | -------------------------------------------------------------------- | ------------------------------------------------------------ |
| L 14045            | 11 marzo 1954                                          | Renato Rascel                                                        | Arrivederci Roma/Sole de Roma                                |
| L 14046            | 25 marzo 1954                                          | Renato Rascel                                                        | Il piccolo corazziere/Apache                                 |
| L 14047            | 22 settembre 1955 (lato A) e 19 dicembre 1954 (lato B) | Renato Rascel (sul lato A)/Renato Rascel e Flora Medini (sul lato B) | Angolo di cielo / Tic Toc                                    |
| L 14054            | 1954                                                   | Renato Rascel                                                        | Vecchia serenata/Con tutto il cuore                          |
| L 14055            | 1955                                                   | Renato Rascel                                                        | L'ostricaro 'nnammurato/La Bella Gigogin (di tanto tempo fa) |
| L 14058            | 1958                                                   | Renato Rascel                                                        | Vogliamoci tanto bene/'na canzone pe ffa ammore              |

#### Serie H
| Numero di catalogo | Anno                                              | Interprete                             | Titoli                                            |
| ------------------ | ------------------------------------------------- | -------------------------------------- | ------------------------------------------------- |
| H 18123            | 18 maggio 1946 - 11 dicembre 1941                 | Luciano Tajoli                         | Il primo amore/Signorinella                       |
| H 18136            | 16 ottobre 1946                                   | Luciano Tajoli con orchestra Godini    | Mai e poi mai/Dov'è...                            |
| H 18150            | 10 ottobre 1947 - 15 giugno 1947                  | Luciano Tajoli con orchestra Piubeni   | Serenata serena/Passa un'ora                      |
| H 18178            | 18 giugno 1948 15 febbraio 1947                   | Luciano Tajoli con orchestra Piubeni   | Torna ideal/Madonnina delle rose                  |
| H 18192            | 7 ottobre 1948 (lato a), 24 ottobre 1946 (lato b) | Luciano Tajoli con orchestra Piubeni   | M'hai fatto tanto male/Sei stata tu               |
| H 18200            | 1950                                              | Luciano Tajoli con orchestra Piubeni   | Spazzacamino/Fili d'oro                           |
| H 18203            | 11 aprile 1949                                    | Luciano Tajoli con orchestra Piubeni   | È troppo tardi/Susy                               |
| H 18210            | 1950                                              | Luciano Tajoli con orchestra Piubeni   | Bocca crudele/Stornello del marinaio              |
| H 18217            | 1950                                              | Luciano Tajoli con orchestra Piubeni   | Rosso di sera/Tre fontane                         |
| H 18218            | 1950                                              | Luciano Tajoli con orchestra Piubeni   | Ultimo addio/Madonna degli angeli                 |
| H 18223            | 1950                                              | Luciano Tajoli con orchestra Piubeni   | La signora di trent'anni fa/Son sempre solo       |
| H 18224            | 1950                                              | Luciano Tajoli con orchestra Piubeni   | Mi sto innamorando di te/Non ti scordar di Napoli |
| H 18225            | 1950                                              | Luciano Tajoli con orchestra Piubeni   | Angeli negri/Ho bevuto                            |
| H 18254            | 16-17 gennaio 1951                                | Luciano Tajoli                         | Silenzio/Ciliegi rosa                             |
| H 18305            | 13-15 febbraio 1952                               | Luciano Tajoli con orchestra Piubeni   | Vola colomba/Madonna delle rose                   |
| H 18319            | 1953                                              | Renato Rascel                          | Con te, bimba mia/Ladro di stelle                 |
| H 18384            | Marzo 1954                                        | Renato Rascel                          | Con te, bimba mia/Ladro di stelle                 |
| H 18387            | 1954                                              | Renato Rascel                          | Per te, per me/Apache                             |
| H 18419            | Dicembre 1954                                     | Luciano Tajoli orchestra Mo Maraviglia | Campana della Pace, Tienno Pattacini              |
| H 18432            | 26-25 maggio 1955                                 | Luciano Tajoli                         | Gondolier/Signora elegantissima                   |

#### Serie P
| Numero di catalogo | Anno                                             | Interprete                                                                   | Titoli                                                                             |
| ------------------ | ------------------------------------------------ | ---------------------------------------------------------------------------- | ---------------------------------------------------------------------------------- |
| P 202              | 1942                                             | Tienno Pattacini e la sua orchestra                                          | Con un bacio                                                                       |
| P 209              | 1942                                             | Tienno Pattacini e la sua orchestra                                          | Vento / Vela                                                                       |
| P 210              | 1942                                             | Tienno Pattacini e la sua orchestra                                          | Argillo / Verbena                                                                  |
| P 211              | 1942                                             | Tienno Pattacini e la sua orchestra                                          | Oro / Boscaiola                                                                    |
| P 427              | 1942                                             | Tienno Pattacini e la sua orchestra                                          | Chitarra Mia (canta Franco Foracchia/Tu fra le Stelle                              |
| P 428              | 1942                                             | Tienno Pattacini e la sua orchestra                                          | Sol del Rio (canta Franco Foracchia/Negrito                                        |
| P 429              | 1942                                             | Tienno Pattacini e la sua orchestra                                          | La Ciucciariella di don Ciccio/Mariella                                            |
| P 431              | 1942                                             | Tienno Pattacini e la sua orchestra                                          | Idolo/Lauretta                                                                     |
| P 505              | 1942                                             | Luciano Tajoli con il Trio Vocale Passatore (sul lato A)/Luciano Tajoli      | Lungo il margine del fiume/La colomba                                              |
| P 518              | 30 marzo 1942                                    | Carlastella                                                                  | O marinar/Triste domenica                                                          |
| P 519              | 1942                                             | Carlastella (sul lato A)/Canapino (sul lato B)                               | Voglio vivere così/Tu musica divina                                                |
| P 557              | 1942                                             | Gallo e la sua Tipica Orchestrina                                            | Primi passi nella vita/Luce blu                                                    |
| P 561              | 1942                                             | Tienno Pattacini e la sua orchestra canta Vasco Fontanili                    | Viva la vita Polca/Gioiiello                                                       |
| P 562              | 1942                                             | Tienno Pattacini e la sua orchestra                                          | Isotta Mazurca/Scabroso (R.Benelli)                                                |
| P 563              | 1942                                             | Tienno Pattacini e la sua orchestra canta Vasco Fontanili                    | Ardente/Viva la Sposa                                                              |
| P 564              | 1942                                             | Tienno Pattacini e la sua orchestra canta Vasco Fontanili                    | Solo tu/Spagnola bella                                                             |
| P 565              | 1942                                             | Tienno Pattacini e la sua orchestra canta Vasco Fontanili                    | Togo/Cucciola                                                                      |
| P 565              | 1942                                             | Tienno Pattacini e la sua orchestra                                          | Bimba sei senza cuore/Meneghina                                                    |
| P 567              | 1942                                             | Orchestrina Tienno Pattacini                                                 | Argentinita / Invocazione                                                          |
| P 586              | 1942                                             | Orchestrina Tienno Pattacini                                                 | Alpina / Pettirosso Fisarmonica Solista Barimar                                    |
| P 587              | 1942                                             | Tienno Pattacini e la sua orchestra                                          | Paesello/Lorellina solista Fisa Mario Barigazzi 'Barimar'                          |
| P 600              | 1942                                             | Dante Feldmann                                                               | Il tamburo della banda d'Affori/La letterina                                       |
| P 607              | 1º ottobre 1942                                  | Meme Bianchi                                                                 | Lassù...(le stelle stanno a guardar)/Notte e dì                                    |
| P 637              | 1942                                             | Aldo Visconti                                                                | Miliardi, che follia!/Cavallino corri e va                                         |
| P 657              | 24 settembre 1942                                | Alberto Amato                                                                | Te si scurdato 'e Napule/Core 'ngrato                                              |
| P 667              | 1942                                             | orchestrina Tienno Pattacini                                                 | Campanero/Piccolo tesoro                                                           |
| P 669              | 1942                                             | orchestrina Tienno Pattacini                                                 | Chitarra Mia/Tango a Lena canta William Rossi                                      |
| P 670              | 1942                                             | orchestrina Tienno Pattacini                                                 | Carta Canta/ Ah se fossi Giovanotto, canta Pippo Starnazza                         |
| P 671              | 11 maggio 1942                                   | orchestrina Tienno Pattacini                                                 | Tango a Mimì (canta Villi Rossi)/El Torero                                         |
| P 672              | 1942                                             | orchestrina Tienno Pattacini                                                 | Rosali/Nel tuo cuor canta Angelo Servida                                           |
| P 677              | 1942                                             | orchestrina Tienno Pattacini                                                 | Liletto/Balla la Suocera                                                           |
| P 688              | 1943                                             | Carlastella (sul lato A)Pippo Starnazza (sul lato B)                         | La barca dei sogni/Dice lei...dice lui...                                          |
| P 691              | 1942                                             | orchestrina Tienno Pattacini                                                 | Liletto/Muchacha                                                                   |
| P 730              | 1942                                             | orchestrina Tienno Pattacini                                                 | Non Dormir più                                                                     |
| P 752              | 1942                                             | orchestrina Tienno Pattacini                                                 | Tamburello                                                                         |
| P 757              | 1943                                             | orchestrina Tienno Pattacini                                                 | Perche non Torni (canta William ossi)/Chi conosce la Giovanna? (canta R.Colli)     |
| P 759              | 11 maggio 1943                                   | orchestrina Tienno Pattacini, fisarmonica Renato Benelli                     | Tango a Mimì (canta Villi Rossi)/El Torero                                         |
| P 760              | 1943                                             | orchestrina Tienno Pattacini                                                 | Reggianina/Cappuccetto canta Carlastella                                           |
| P 769              | 1943                                             | orchestrina Tienno Pattacini                                                 | Giaggiolo/Villanella                                                               |
| P 765              | 14 settembre 1942                                | Gallo e la sua tipica Orchestrina                                            | Gallo "900"/Giardino di fiori                                                      |
| P 770              | 1943                                             | Tienno Pattacini e la sua orchestra                                          | Fiorente/Pioggia                                                                   |
| P 772              | 1943                                             | Tienno Pattacini e la sua orchestra                                          | Civettuola                                                                         |
| P 773              | 1943                                             | Orchestra Tienno Pattacini                                                   | Fior di Campo fisarmonica solista Barimar/Billa                                    |
| P 784              | 1943                                             | Orchestra Tienno Pattacini                                                   | Mina/Folletto                                                                      |
| P 792              | 1943                                             | Orchestra Tienno Pattacini                                                   | Voluttuoso valzer viennese                                                         |
| P 818              | 1946                                             | Carlastella                                                                  | Incontro con Schubert/Su quel ramo                                                 |
| P 824              | maggio 1944                                      | Gino Casati e il Quintetto del Delirio                                       | Violetta prestami un bacio/Ada                                                     |
| P 828              | 1946                                             | Carlastella con l'orchestra di Enzo Ceragioli                                | Polvere di stelle/Dinah                                                            |
| P 831              | 1945                                             | Internazionale Coro e Orchestra                                              | Bandiera Rossa                                                                     |
| P 851              | 1947                                             | Orchestrina Tienno Pattacini                                                 | Fiorina / Trottola                                                                 |
| P 859              | 1947                                             | Orchestrina Tienno Pattacini                                                 | Partiro / Tango a Irene                                                            |
| P 860              | 16 ottobre 1947                                  | Orchestrina Pippo Casarini / Orchestrina Tienno Pattacini                    | Lo Spirù / Il valzer dello Spirù                                                   |
| P 861              | 1947                                             | Orchestrina Tienno Pattacini                                                 | Faro / Stella                                                                      |
| P 862              | '1947                                            | Orchestrina Pippo Casarini / Orchestrina Tienno Pattacini                    | Zampillo / Tango dei Baci                                                          |
| P 878              | 1947                                             | Orchestrina Tienno Pattacini                                                 | Il Clarino Innamorato / Baia                                                       |
| P 880              | 1947                                             | Orchestrina Tienno Pattacini                                                 | Miralago / Flora                                                                   |
| P 881              | 1947                                             | Orchestrina Tienno Pattacini                                                 | Il Clarino Ubriacone / Gringo                                                      |
| P 882              | 1947                                             | Orchestrina Tienno Pattacini                                                 | Mirasole/ Pulcinella                                                               |
| P 883              | 1947                                             | Orchestrina Tienno Pattacini                                                 | Giglio / Coppi Scappa                                                              |
| P 884              | 1947                                             | Orchestrina Tienno Pattacini                                                 | Il Valzer dello Spiru canta Carlastella / Va la CArovana                           |
| P 894              | 9 ottobre 1947 (lato A) e 25 marzo 1948 (lato B) | Gallo e la sua tipica Orchestrina (sul lato A)/Corrado Lojacono (sul lato B) | Stelle e fiori / Viva la fisarmonica!                                              |
| P 922              | 1948                                             | Gallo e la sua Tipica Orchestrina canta Corrado Lojacono                     | I pompieri di Viggiù/Bartali maglia gialla                                         |
| P 935              | 1948                                             | Orchestrina Tienno Pattacini                                                 | Quando Telefoni/Notte sul Gange (canta Carlastella                                 |
| P 938              | 1948                                             | Orchestrina Tienno Pattacini                                                 | Dag dal Gassulla vespa, canta Corrado Lojacono/L'Oca Canterina canta William Rossi |
| P 943              | 1948                                             | Orchestrina Tienno Pattacini canta W. Rossi                                  | Un giorno.../Chitarrita                                                            |
| P 945              | 1948                                             | Orchestrina Tienno Pattacini canta W. Rossi                                  | Cico/Îl Gatto Rosso e Blu                                                          |
| P 947              | 1948                                             | Orchestrina Tienno Pattacini                                                 | Verde Pino/Un bacio ad Angela                                                      |
| P 955              | 1948                                             | Concerto Casanova                                                            | Idillio / La Lupa di Cesare Panciroli                                              |
| P 970              | 1949                                             | Orchestrina Tienno Pattacini                                                 | Flora/Biancaneve                                                                   |
| P 979              | 1949                                             | Orchestrina Tienno Pattacini                                                 | La Polca del Gatto                                                                 |
| P 980              | 1949                                             | Rino Palombo                                                                 | Viandante 'e notte/E nanasse                                                       |
| P 983              | 1949                                             | Rino Palombo                                                                 | 'A celentana/Trezzanera                                                            |
| P 984              | 1949                                             | Orchestrina Gallo                                                            | Baci di primavera/Speranza                                                         |
| P 985              | 1949                                             | Orchestrina Gallo                                                            | Pianto di bimba/Valzer sonnambula                                                  |
| P 986              |                                                  | Orchestrina Gallo canta Corrado Lojacono                                     | Occhi languidi/La rumba di Porta Romana                                            |
| P 987              | 12 luglio 1949                                   | Corrado Lojacono                                                             | Passa una sera l'amore/Quanto mi costi                                             |
| P 989              | 1949                                             | Orchestrina Tienno Pattacini                                                 | Valzer dell'Ascensore/Mazurca di Petronilla                                        |
| P 990              | Orchestrina Tienno Pattacini                     | 1949                                                                         | Tango degli Emigranticanta William Rossi                                           |
| P 993              | Orchestrina Tienno Pattacini                     | 1949                                                                         | Dora/Condor                                                                        |
| P 994              | Orchestrina Tienno Pattacini                     | 1949                                                                         | Scintille/El torero enamorado                                                      |
| P 995              | 1949                                             | Orchestrina Tienno Pattacini canta W.Rossi                                   | Madrilena/Lilianita                                                                |
| P 996              | 1949                                             | Orchestrina Tienno Pattacini canta W.Rossi                                   | Milanita/Tango degli emigranti                                                     |
| P 997              | 20 dicembre 1949                                 | Orchestrina Tienno Pattacini canta W.Rossi                                   | Guardandoti negli occhi/Catalana                                                   |
| P 999              |                                                  | Orchestrina Gallo                                                            | Me ne vado/La rumba di Porta Genova                                                |

### Album a 33 giri

#### 25 cm
| \| \| \| \| \| \| \| \| \| \| \| \| \| \| \| Numero di catalogo | Anno             | Interprete                                          | Titoli                                     |
| --------------------------------------------------------------- | ---------------- | --------------------------------------------------- | ------------------------------------------ |
| MODQ 6208                                                       | 1954             | Yves Montand                                        | Yves Montand canta le sue grandi creazioni |
| MODQ 6210                                                       | 1954             | Yves Montand                                        | Yves Montand canta i suoi successi         |
| MODQ 6216                                                       | 1954             | Luciano Tajoli                                      | Luciano Tajoli                             |
| MODQ 6218                                                       | 1954             | Luciano Tajoli                                      | Il re della canzone                        |
| MODQ 6219                                                       | 1954             | Enzo Ceragioli                                      | Enzo Ceragioli                             |
| MODQ 6228                                                       | 1955             | Luciano Tajoli                                      | Canzoni del passato                        |
| MODQ 6234                                                       | 20 aprile 1955   | Renato Rascel                                       | Renato Rascel                              |
| MODQ 6235                                                       | 23 aprile 1955   | Francesco Gorni "Gallo" e la sua tipica orchestrina | Gallo e la sua tipica orchestrina          |
| MODQ 6247                                                       | Novembre 1955    | Renato Rascel                                       | Renato Rascel                              |
| MODQ 6262                                                       | 1956             | Orchestra Ceragioli                                 | Rapsodia italiana                          |
| MODQ 6265                                                       | 17 novembre 1956 | Renato Rascel                                       | Vol.III                                    |
| MODQ 6276                                                       | 1957             | Claudio Comolli                                     | Souvenir Of Venice                         |
| MODQ 6277                                                       | 1957             | Emilio Pericoli                                     | Souvenir Of Naples                         |
| MODQ 6278                                                       | 1957             | Gorni Kramer                                        | Kramer e i suoi complessi                  |
| MODQ 6279                                                       | 1957             | Gorni Kramer                                        | Kramer Story                               |
| MODQ 6280                                                       | 1957             | Nunzio Gallo                                        | Successi di tutto il mondo                 |
| MODQ 6285                                                       | 1958             | Luciano Tajoli, Giorgio Consolini e Emilio Pericoli | Canzoni di Sanremo 1958                    |
|                                                                 |                  |                                                     |                                            |
|                                                                 |                  |                                                     |                                            |
|                                                                 |                  |                                                     |                                            |
|                                                                 |                  |                                                     |                                            |

#### 30 cm
| Numero di catalogo | Anno | Interprete     | Titoli                      |
| ------------------ | ---- | -------------- | --------------------------- |
| MOBQ 9001          | 1962 | I 5 Rizzo      | Guitar Theme                |
| MOBQ 9003          | 1962 | Romolo Balzani | L'eco der core              |
| MOBQ 9005          | 1963 | Barbara        | Barbara chante Jacques Brel |

### EP

#### Serie DSEQ
| Numero di catalogo | Anno               | Interprete                                                                 | Titoli |
| ------------------ | ------------------ | -------------------------------------------------------------------------- | --- |
| DSEQ 404           | 1954               | Renato Rascel                                                              | Canzoni |
| DSEQ 444           | 1955               | Renato Rascel                                                              | 2° microsolco |
| DSEQ 464           | 1955               | Pino Spotti                                                                | Musiche di due secoli in un disco |
| DSEQ 465           | 1956               | Jimmy Lunceford                                                            | Jimmy Lunceford Orchestra plays Sy Oliver arrangements                                                                                        |
| DSEQ 468           | 30 aprile 1956     | Robert Alda                                                                | Bless yore beautiful hide (Torna piccola a me)/Love is a many-splendored thing (L'amore è una cosa meravigliosa)/Piccola Italy/O baby kiss me |
| DSEQ 472           | 1956               | Luciano Tajoli                                                             | Javapache |
| DSEQ 475           | 1956               | Iller Pattacini                                                            | Iller e il suo "dixieland" |
| DSEQ 488           | 1956               | Orchestra Tipica Viennese                                                  | Fantasia dei celebri valzer di Lehar/Questo è Giovanni Strauss (Fantasia dei migliori suoi valzer)                                            |
| DSEQ 489           | 1956               | Pino Spotti                                                                | Musiche di trecento anni in un disco |
| DSEQ 492           | 1956               | Nunzio Gallo                                                               | Chiove-Passione/Granada-Andalusia |
| DSEQ 503           | 3 marzo 1956       | Renato Rascel                                                              | 3° microsolco |
| DSEQ 504           | 1956               | Renato Rascel                                                              | 4 canzoni per bambini...(e per adulti) |
| DSEQ 511           | 1956               | Luciano Tajoli                                                             | Refrains |
| DSEQ 513           | 1957               | Gastone Parigi                                                             | L'amuleto magico |
| DSEQ 517           | 19-20 gennaio 1957 | Nunzio Gallo                                                               | Le Canzoni della fortuna (Festival di Bari)                                                                                                   |
| DSEQ 548           | 22 novembre 1957   | AA.VV.                                                                     | MOTIVI DA FILMS : Mandolin serenade (L.Tajoli)/Intorno al mondo (F.Furlani)/Le Rififi (E.Pericoli)/La rosa di Novgorod (N.Gallo)              |
| DSEQ 554           | 1957               | Duke Ellington                                                             | Date With the Duke, Vol.4 |
| DSEQ 570           | 26 marzo 1958      | Elena Fanconi (narratrice) con accompagnam.musicale del M° Vigilio Piubeni | Fiabe musicali (I tre furbi caprettini/Buchettino e Pelledura)                                                                                |
| DSEQ 573           | 1958               | Elena Fanconi (narratrice) con accompagnam.musicale del M° Vigilio Piubeni | Fiaba musicale (Nigradoro), parte prima e seconda                                                                                             |
| DSEQ 583           | 1958               | Luciano Tajoli                                                             | Terra straniera |
| DSEQ 586           | 1958               | Luciano Tajoli                                                             | Spazzacamino |
| DSEQ 587           | 1958               | Luciano Tajoli                                                             | Quattro gondole |
| DSEQ 588           | 1958               | Luciano Tajoli                                                             | Stornello del marinaio |
| DSEQ 596           | 1958               | Luciano Tajoli                                                             | Perdonami/Acquaiolo/Violino Tzigano/Canzone della strada                                                                                      |

#### Serie MSEQ
| Numero di catalogo | Anno              | Interprete                                           | Titoli                                                                                             |
| ------------------ | ----------------- | ---------------------------------------------------- | -------------------------------------------------------------------------------------------------- |
| MSEQ 35001         | 30 settembre 1957 | Trio Universal                                       | Strazetti d'Arbà/Vegiae carossette/De mattinn-a/Chitàra zeneize                                    |
| MSEQ 35006         | 25 novembre 1957  | Carlo Artuffo                                        | I porci del nostro paese/Uh che dà sgiafòn/Domani concerto in piazza/L'aso sòp                     |
| MSEQ 35025         |                   | Dajos Bela e la sua orchestra viennese               | Il bel Danubio blu/Faust/Oro e argento/La vedova allegra                                           |
| MSEQ 35065         | 1957              | Jean Cardon ed il suo complesso                      | Mazurca Dei Campioni/Festival Polca/Amore Piemontese/Tirolo Allegro                                |
| MSEQ 35106         | 1958              | Pippo Starnazza, Emilio Pericoli e Giorgio Consolini | Cantando calypso                                                                                   |
| MSEQ 35114         | 14 aprile 1958    | Vigilio Piubeni e la sua Orchestra da ballo          | Balliamo coi successi: Quel treno per Yuma/Spighe al sole/Maliziusella/Lover                       |
| MSEQ 35120         | 13 giugno 1958    | Gorni Kramer                                         | Night Club                                                                                         |
| MSEQ 35125         | 20 giugno 1958    | Gastone Parigi presenta Sheila Durante               | Con tutto il cuore/I could write a book/Le jour où la pluie viendra/All the way                    |
| MSEQ 35155         | 13 aprile 1960    | Carlo Artuffo                                        | Accidenti al traffico/Questi cari parenti/Na supplica a San Bastian/Tòmà al parco dei divertimenti |
| MSEQ 35165         | 4 marzo 1963      | Carlo Artuffo                                        | Veul mòstrate na riceta/Na volta e adess/La festa d'Mongardin/La preghiera!                        |

### Singoli a 45 giri

#### Serie MFOQ
| Numero di catalogo | Anno | Interprete                                  | Titoli                      |
| ------------------ | ---- | ------------------------------------------- | --------------------------- |
| MFOQ 32027         | 1957 | Tienno Pattacini e i suoi allegri musicanti | Cicerone/Fagiolino          |
| MFOQ 32042         | 1959 | Tienno Pattacini e i suoi allegri musicanti | Argentinita / Battagliero   |
| MFOQ 32085         | 1957 | Tienno Pattacini e i suoi allegri musicanti | Voluttuoso/Clarinetto pazzo |

#### Serie DSOQ
| Numero di catalogo | Anno | Interprete    | Titoli                                           |
| ------------------ | ---- | ------------- | ------------------------------------------------ |
| DSOQ 260           | 1957 | Nunzio Gallo  | Visione Veneziana/Gotine gialle                  |
| DSOQ 275           | 1958 | Renato Rascel | Ninna nanna del cavallino / È arrivata la bufera |

#### Serie MSOQ
| Numero di catalogo | Anno              | Interprete                                                                               | Titoli                                                                                |
| ------------------ | ----------------- | ---------------------------------------------------------------------------------------- | ------------------------------------------------------------------------------------- |
| MSOQ 80            | 1958              | Emilio Pericoli                                                                          | Tu sei del mio paese/La canzone che piace a te                                        |
| MSOQ 83            | 1958              | Luciano Tajoli                                                                           | Giuro d'amarti così/Fragole e cappellini                                              |
| MSOQ 89            | 1958              | Nunzio Gallo                                                                             | 'Na sera 'e maggio/Dicitincello vuie                                                  |
| MSOQ 93            | 1958              | Luciano Tajoli                                                                           | Piccolissima serenata/Io vendo baci                                                   |
| MSOQ 99            | 1958              | Emilio Pericoli                                                                          | S'agapò/IParole d'amore sulla sabbia                                                  |
| MSOQ 111           | 1958              | Coro della S.A.T.                                                                        | Stelutis alpinis/Ai preat la biele stele                                              |
| MSOQ 135           | 1958              | Nunzio Gallo                                                                             | Vurria/Suonno a Marechiare                                                            |
| MSOQ 138           | 1958              | Luciano Tajoli                                                                           | Spazzacamino/Madonna degli angeli                                                     |
| MSOQ 139           | 1958              | Gastone Parigi                                                                           | Ricordati di Napoli/Le Jour Ou La Pluie Viendra                                       |
| MSOQ 148           | 1958              | Dante Feldmann                                                                           | El mal de venter/Al ronchett di rann                                                  |
| MSOQ 149           | 1958              | Carlo Artuffo                                                                            | Domani concerto in piazza/L'Asò sop (L'asino zoppo)                                   |
| MSOQ 150           | 10 settembre 1958 | Carlo Artuffo                                                                            | I porci del nostro paese/Uh che da sgiaflòn (Uh che schiaffoni)                       |
| MSOQ 151           | 1958              | Trio Universal                                                                           | Chitara zeneize/De mattin-a                                                           |
| MSOQ 163           | 1958              | Rosella Guj                                                                              | Tequila/Un disco dei Platters                                                         |
| MSOQ 165           | 6 novembre 1958   | Luciano Tajoli                                                                           | Venezia, la luna e tu/Serenata sincera                                                |
| MSOQ 169           | 21 novembre 1958  | Rosella Guj                                                                              | La pioggia cadrà/Andalusia                                                            |
| MSOQ 175           | 1959              | Rosella Guj                                                                              | Hula-Hoop/Mi perderò                                                                  |
| MSOQ 176           | 1959              | Rosella Guj                                                                              | La vita mi ha dato solo te/Nessuno                                                    |
| MSOQ 177           | 1959              | Nunzio Gallo                                                                             | Piove/Io sono il vento                                                                |
| MSOQ 185           | 1959              | Luciano Tajoli                                                                           | Quattro gondole/Il valzer della strada                                                |
| MSOQ 186           | 1959              | Luciano Tajoli                                                                           | Firenze sogna/Samba alla Fiorentina                                                   |
| MSOQ 187           | 1959              | Luciano Tajoli                                                                           | Tutte le mamme/Mamma buonanotte                                                       |
| MSOQ 190           | 1959              | Rosella Guj                                                                              | Dance darlin' dance/Da te era bello restar!                                           |
| MSOQ 5203          | 20 marzo 1959     | Tienno Pattacini e i suoi allegri musicanti                                              | Battagliero/Argentinita                                                               |
| MSOQ 5207          | 1959              | Luciano Tajoli                                                                           | Lo stornello del marinaio/Campane di Monte Nevoso                                     |
| MSOQ 5217          | 1959              | Luciano Tajoli                                                                           | E poi.../Luna algerina                                                                |
| MSOQ 5233          | 1959              | Gabriella Monti                                                                          | Petite Fleur/Arrivederci                                                              |
| MSOQ 5243          | 1960              | Torquato e i Quattro                                                                     | Guarda che luna/La fine                                                               |
| MSOQ 5247          | 1960              | Luciano Tajoli                                                                           | Miniera/Torna al paesello                                                             |
| MSOQ 5261          | 1960              | Rocky Silvano e i "Play Boys"                                                            | Bolero Flamenco/Bird Dog                                                              |
| MSOQ 5265          | 1960              | Luciano Tajoli                                                                           | Tango di Marilù/Pour toi je prie                                                      |
| MSOQ 5268          | 1960              | Rocky Silvano e i "Play Boys"                                                            | Coyote's Song/Quando vien la sera                                                     |
| MSOQ 5271          | 1961              | Carlo Artuffo                                                                            | Tòmà dal set-min/Avventura di un contadino (Tòmà e la bionda)                         |
| MSOQ 5273          | 1961              | Carlo Artuffo                                                                            | Tòmà al parco dei divertimenti/Na supplica a San Bastian                              |
| MSOQ 5275          | 1961              | Carlo Artuffo                                                                            | Miliòn sempre miliòn!!!/Tòmà nel film "ladri di galline"                              |
| MSOQ 5278          | 1961              | Carlo Artuffo                                                                            | Oh che gollio, oh che piacere... m'hanno fatto cavaliere/Tòmà dal segretario comunale |
| MSOQ 5286          | 1961              | Sandro Rossi                                                                             | Ol pover Vermilii/L'amour che toca                                                    |
| MSOQ 5287          | 1961              | Edith Moller                                                                             | Adeste Fideles/Stille Nacht, hellige Nacht                                            |
| MSOQ 5289          | 1961              | Luciano Tajoli                                                                           | Cara piccina/Come una sigaretta                                                       |
| MSOQ 5290          | 1961              | Luciano Tajoli                                                                           | Signorinella/Core 'ngrato                                                             |
| MSOQ 5294          | 1961              | Sergio Dotti                                                                             | Domani...chissà!/Il pomeriggio                                                        |
| MSOQ 5299          | 1961              | Los Fernandos                                                                            | La novia/Dimelo en septembre                                                          |
| MSOQ 5300          | 1961              | Luis Aguile                                                                              | Ay!...chabela!/La montana                                                             |
| MSOQ 5301          | 1961              | Ezio Gray                                                                                | Cha cha cha dell'impiccato/Vigliacca                                                  |
| MSOQ 5302          | 1961              | Sandro Rossi, Pino Mazzola e Giulio Butti                                                | La ballata d'on camerer/L'eredità d'ol Pedrin                                         |
| MSOQ 5305          | 1962              | Luciano Tajoli                                                                           | Perdonami/Javapache                                                                   |
| MSOQ 5312          | 1962              | Carlo Artuffo                                                                            | L'berlandin (parte prima) / L'berlandin (parte seconda)                               |
| MSOQ 5313          | 1962              | I 5 Rizzo                                                                                | Chiedimi perdono/Gli sposati                                                          |
| MSOQ 5317          | 1962              | I 5 Rizzo                                                                                | Hey! baby/Come sempre                                                                 |
| MSOQ 5318          | 1962              | I 5 Rizzo                                                                                | Chariot/Drin drin cha cha cha                                                         |
| MSOQ 5319          | 1962              | João Gilberto                                                                            | Corcovado/Se è tarde me perdoa                                                        |
| MSOQ 5320          | 1962              | Franco Greco                                                                             | Non so chi sei/Pettegola                                                              |
| MSOQ 5322          | 1962              | Billy Bridge                                                                             | Triple Twist/Viens twister avec moi                                                   |
| MSOQ 5323          | 1962              | I 5 Rizzo                                                                                | Confidenza/Notte di serenata                                                          |
| MSOQ 5325          | 1962              | Coro della S.A.T.                                                                        | Vola, vola, vola/El galét Chichirichi                                                 |
| MSOQ 5327          | 1963              | João Gilberto                                                                            | Manha de Carnaval/Frevo                                                               |
| MSOQ 5328          | 1963              | João Gilberto                                                                            | A felicidade/O nosso amor                                                             |
| MSOQ 5333          | 1963              | Romolo Balzani                                                                           | Pupetta/L'eco der core                                                                |
| MSOQ 5335          | 1963              | Elza Soares                                                                              | Gamacao/Rosa morena                                                                   |
| MSOQ 5336          | 7 giugno 1963     | Franco Greco                                                                             | Stessa spiaggia, stesso mare/Tu ridi                                                  |
| MSOQ 5338          | 1963              | Luciano Tajoli                                                                           | Emigrante/Terra straniera                                                             |
| MSOQ 5339          | 1963              | I 5 Rizzo                                                                                | Pipeline/Sidewalk Serenade                                                            |
| MSOQ 5340          | 20 settembre 1963 | I 5 Rizzo                                                                                | La cavalcata/Pony Express                                                             |
| MSOQ 5341          | 1963              | Franco Greco                                                                             | I tuoi baci...(sono baci)/Dove passeremo la domenica                                  |
| MSOQ 5342          | 1963              | Irene Vioni                                                                              | La cotta/Perché ieri sera                                                             |
| MSOQ 5347          | 1963              | Sandro Rossi                                                                             | L'Arnest a Milan/Ol gioeugh d'ol ballon coi pee                                       |
| MSOQ 5348          | 1964              | The 4 Saints                                                                             | Do you love me?/La fotografia                                                         |
| MSOQ 5349          | 1964              | Franco Greco                                                                             | Sei nata ieri/Quando resterai sola                                                    |
| MSOQ 5350          | 1964              | Irene Vioni                                                                              | Ci siamo conosciuti/Vorrei avere                                                      |
| MSOQ 5351          | 1964              | I 5 Rizzo                                                                                | Toro seduto/Primavera messicana                                                       |
| MSOQ 5353          | 17 settembre 1964 | Los Wawanco                                                                              | El Orangutan/Justiniana                                                               |
| MSOQ 5354          | 1964              | Nino Impallomeni e la sua tromba (Lato A)/Fanfara del 3º Reggimento Bersaglieri (lato B) | Silenzio fuori ordinanza/Flik e Flok                                                  |
| MSOQ 5355          | 1964              | Franco Greco                                                                             | Tu non lo sai/Quando lo rivedrai                                                      |
| MSOQ 5356          | 1964              | Marianella Morelli                                                                       | Un amico che partì/Come fosse stato niente                                            |
| MSOQ 5357          | 7 gennaio 1965    | I 5 Rizzo                                                                                | T'amo così/Comin' home baby                                                           |
| MSOQ 5358          | 1964              | Luciano Tajoli                                                                           | Inferno/O paesanella                                                                  |
| MSOQ 5359          | 1965              | Marisa Frigerio                                                                          | Che cosa m'hai dato/Perché non vuoi capire                                            |
| MSOQ 5361          | 28 maggio 1965    | Marisa Frigerio                                                                          | Perché i tuoi occhi non brillano/Quel giorno...                                       |
| MSOQ 5362          | 1966              | I 5 Rizzo                                                                                | The Rocket Man/Blue Jeans                                                             |
| MSOQ 5363          | 1966              | I 5 Rizzo                                                                                | Per una chitarra/La luna                                                              |
| MSOQ 5365          | 1966              | Silvana Aliotta                                                                          | Che diritto hai/Caro Johnny                                                           |
| MSOQ 5366          | 1966              | I 5 Rizzo                                                                                | La libertà/Vieni a ballare lo shake                                                   |
| MSOQ 5367          | 1966              | Silvana Aliotta                                                                          | Luglio e agosto/Se vuoi andare via                                                    |
| MSOQ 5368          | 1966              | I 5 Rizzo                                                                                | Siamo giovani/Indiana                                                                 |
| MSOQ 5369          | 1966              | I Patrizi                                                                                | Un segreto fra noi/Vai vai...                                                         |
| MSOQ 5370          | 1967              | Alberto Oro                                                                              | Mi sei mancata sai/Tante donne                                                        |
| MSOQ 5371          | 1967              | Franco Tozzi                                                                             | L'ultimo giorno/Per la gloria                                                         |
| MSOQ 5372          | 1967              | Ilio Balduzzi                                                                            | Come un randagio/Un giorno come un altro                                              |
| MSOQ 5375          | 7 agosto 1967     | Sylvia Desayles                                                                          | A whiter shade of pale (Con su blanca palidez)/The way of love (El camino del amor)   |
| MSOQ 5377          | 19 settembre 1967 | Duo Castellazzo-Gallizio                                                                 | Dammi la man biondina/C'era una volta...un piccolo naviglio                           |
| MSOQ 5378          | 1967              | Rolando                                                                                  | ...E questo non mi va/Dormi ancora... Asch!...                                        |
| MSOQ 5379          | 1967              | Franco Tozzi                                                                             | Lo stesso uomo/Scusa                                                                  |
| MSOQ 5381          | 1968              | Alberto Oro                                                                              | Tu non mi piaci/Tu te ne vai                                                          |
| MSOQ 5383          | 1968              | Philippe Olivier                                                                         | Silvana/Sei tu                                                                        |
| MSOQ 5385          | 1968              | Carlo Da Ragusa                                                                          | Nel vento/La terra                                                                    |
| MSOQ 5388          | 1969              | Marta Lami                                                                               | Se credi in quel che fai/La mia strada                                                |
| MSOQ 5392          | 1969              | Julien Clerc                                                                             | La cavalleria/Jivaro                                                                  |